# مارك سيرجنت
مارك الرقيب (بالفرنسية: Marc Sergeant)‏ ولد بتاريخ 16 أغسطس 1959 في بلجيكا، فلاندر الشرقية، هو دراج بلجيكي سابق في صنف سباق الدراجات على الطريق. سبق أن شارك في دورة الألعاب الأولمبية الصيفية.

## سجل النتائج

### سباقات أو مراحل فاز بها
- طواف فرنسا
- طواف سويسرا

## وصلات خارجية
- الموقع الرسمي

## روابط خارجية
- مارك سيرجنت على موقع أرشيف الدراجات (الإنجليزية)
- مارك سيرجنت على موقع إحصائيات الدراجات الإحترافية (الإنجليزية)
- مارك سيرجنت على موقع CycleBase (الإنجليزية)
- مارك سيرجنت على موقع أوليمبيديا (الإنجليزية)